# Centimorgan
Un centimorgan és una unitat de mesura de recombinació del material genètic que equival a una freqüència de recombinació de l'1%. El seu símbol és cM.
En genètica els centimorgans són les unitats de la freqüència de recombinació utilitzades per mesurar el lligament entre gens. Si dos gens presenten una distància de 50 cM entre ells, significa que hi ha la mateixa probabilitat que s'heretin junts com que s'heretin separats i, per tant, aquests gens no presenten lligament. El centimorgan rep el seu nom en honor del genetista Thomas Hunt Morgan. Observi's que la unitat base, el morgan, és rarament utilitzada.
Una altra unitat que mesura la freqüència de recombinació és la unitat de mapa (map unit, m.u.) que equival a una freqüència de recombinació de l'1%, i per tant, és equivalent al centimorgan.